# Wymysłowo (powiat gnieźnieński)
Wymysłowo – wieś w Polsce położona w województwie wielkopolskim, w powiecie gnieźnieńskim, w gminie Trzemeszno.
W latach 1975–1998 miejscowość należała administracyjnie do województwa bydgoskiego. Miejscowość leży ok. 1 km. od drogi krajowej numer 15 Gniezno-Toruń. Znajdują się tu liczne żwirownie. Zabytkami wsi są: pozostałość zespołu dworca kolejowego z XIX i XX wieku oraz szkoła murowana, obecnie biblioteka z 1903.